# Blåmesar
Blåmesar (Cyanistes) är ett släkte i fågelfamiljen mesar som tidigare placerades i släktet Parus. Släktet består av tre arter som förekommer i Europa och Nordafrika österut till Pakistan, Kina och östra Sibirien:
- Koboltmes (C. teneriffae)
- Azurmes (C. cyanus)
- Blåmes (C. caeruleus)

Gulbröstad mes (C. flavipectus) behandlas numera allmänt som underart till azurmes.